# Оливера Яшар-Настева
Оливера Яшар-Настева (на македонска литературна норма: Оливера Јашар-Настева) е езиковедка, балканистка и македонистка от Република Македония, първата жена редовен член на Македонската академия на науките и изкуствата.

## Биография
Родена е на 25 ноември 1922 година в Белград, столицата на Кралството на сърби, хървати и словенци. Основно и средно образование завършва в Скопие. През 1949 година завършва Философския факултет на Скопския университет, а в 1962 година защитава докторска дисертация на тема „Турските лексикални елементи в македонския език“ (Турските лексички елементи во македонскиот јазик). Инициаторка е за създаването на катедрите по албански език и литература и турски език и литература в Скопския университет и преподава в тях албански и турски език. Ръководителка е на катедрата по турски език от 1976 година. В 1979 година е избрана за член-кореспондент на Македонската академия на науките и изкуствата, в 1979 година за редовен член на Турската академия на науките, а в 1983 година и за редовен член на Македонската академия на науките и изкуствата.
Владее френски, италиански, турски, албански и румънски и нейните научни интереси са в областта на балканистиката и контактната лингвистика. Авторка е на около околу 150 труда. Има голям принос в областта на лексикологичните и морфологичните изследвания на балканските езици.
Ръководителка е на Националния комитет за проучуване на Югоизточна Европа на проекта на МАНИ „Речник на турцизмите в македонския език“ (Речник на турцизмите во македонскиот јазик).
Участва в славистичните конгреси в Прага, Варшава и Загреб, в балканоложкиия в Палермо и ориенталисткия в Париж.
Умира на 9 януари 2000 година в Скопие.
Съпруга е на езиковеда Божидар Настев.